# Gekko gigante
Gekko gigante är en ödleart som beskrevs av  Brown och ALCALA 1978. Gekko gigante ingår i släktet Gekko och familjen geckoödlor. IUCN kategoriserar arten globalt som sårbar. Inga underarter finns listade i Catalogue of Life.